# Ornitomimy
Ornitomimy (Ornithomimidae) – rodzina mięsożernych dinozaurów z grupy celurozaurów.

## Nazwa
Ornithomimidae po łacinie znaczy tyle co "ptasiopodobne"

## Opis

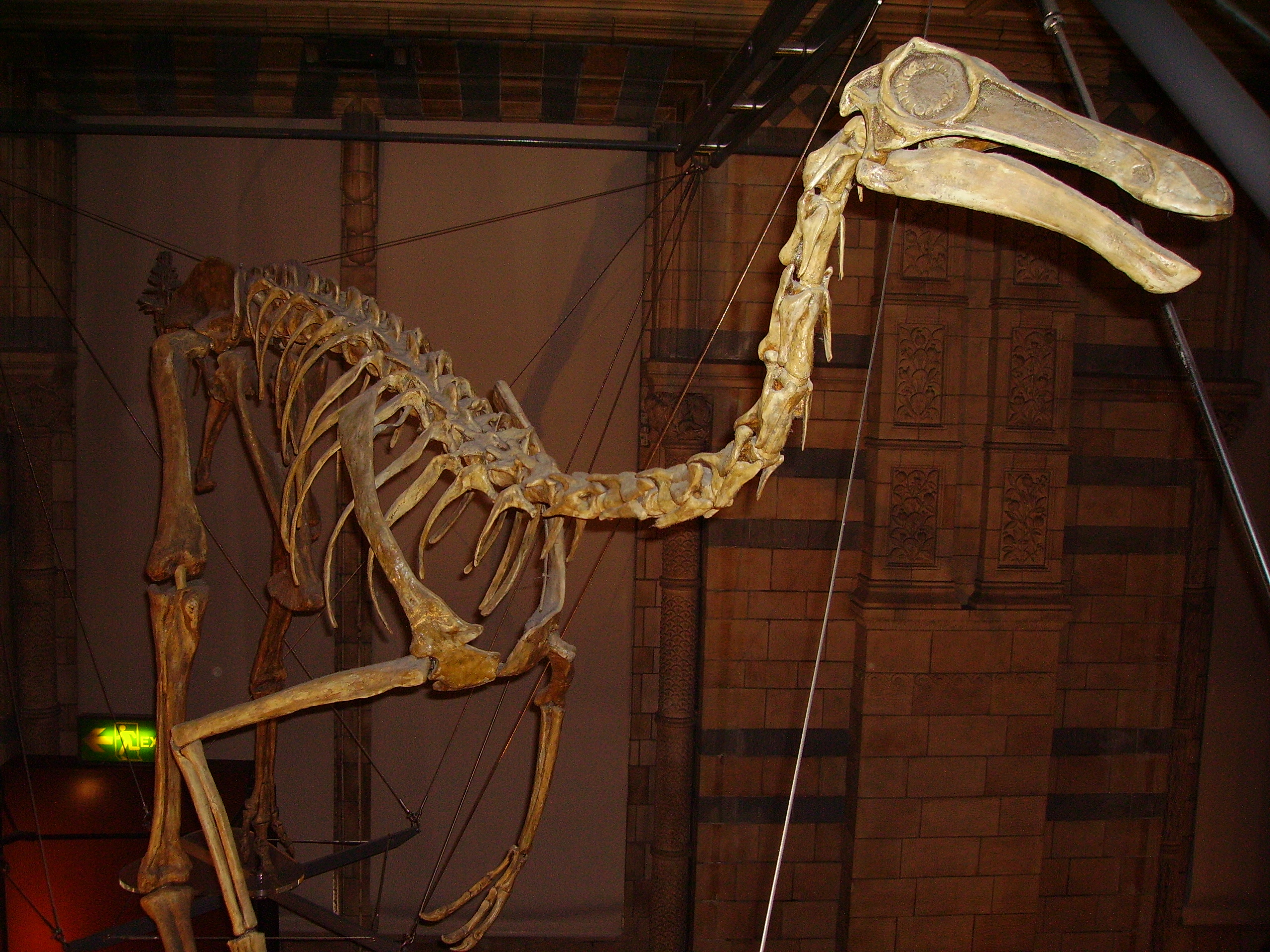
szkieket gallimima

Ornitomimy to dinozaury które w wyniku ewolucji upodobniły się do ptaków a zwłaszcza do strusi. Miały cienką, długą szyję, która zakończona była długą głową z bezzębnym, ptasim dziobem i dużymi oczami. Także mózgi były względnie duże. Prawdopodobne jest, że niektóre ornitomimy miały przeciwstawne kciuki u rąk, dzięki którym mogły manipulować pokarmem. Pazury miały słabo wygięte, długie i ostre. Posiadały także długie mocne nogi zakończone trójpalczastymi stopami, które umożliwiały im bardzo szybki bieg.

## Pochodzenie
Bezsporni przedstawiciele tej grupy pojawiają się dopiero we wczesnej kredzie lecz nie znamy dokładnie od jakich zwierząt pochodzą. Ich przypuszczalnym przodkiem może być późnojurajski teropod, który występował w Afryce, zwany Elaphrosaurus. Za najstarszego przedstawiciela tej rodziny uważa się dinozaura noszącego miano Harpymimus z Mongolii. Ich najbliższymi kuzynami są tyranozaury i zdaniem niektórych badaczy troodony o czym świadczy budowa ich mózgoczaszki, kręgów i stóp.

## Relacje z troodonami
Rodzina Troodontidae zostało zdefiniowana w 1969 i umieszczona w kladzie Deinonychosauria razem z dromeozaurami. Jednak Holtz w 1994 na podstawie kilku cech (między innymi kształtu puszki mózgowej i dużego otworu w szczęce górnej) uznał, że naprawdę są one spokrewnione z ornitomimami. Dla ornitomimów i troodonów utworzył wspólny klad, który nazwał Bullatosauria. Jednak odkrycie prymitywnych troodonów takich jak Mei czy Sinovenator, które wykazują wiele cech wspólnych z dromeozaurami i prymitywnymi ptakami pokazuje, że troodonom bliżej jednak do ptaków niż ornitomimów. Wiele badaczy neguje zasadność kladu Bullatosauria. Jednak cechy miednicy pokazują, że troodony są mniej zaawansowane niż dromeozaury.

## Występowanie
Ornitomimy żyły w okresie późnej kredy na terenach dzisiejszej Azji i Ameryki Północnej. Długość ciała to ok. 3–6 m.

## Pożywienie
Dinozaury te prawdopodobnie pożerały niewielkie zwierzęta takie jak: jaszczurki, owady, żaby, małe ssaki. Możliwe też, że uzupełniały jadłospis owocami i nasionami.

## Rodzajeornitomimów
- anserimim
- archeornitomim
- dromicejomim
- gallimim
- ornitomim
- Qiupalong
- sinornitomim
- strutiomim